# Shadowlands (Glass Hammer)

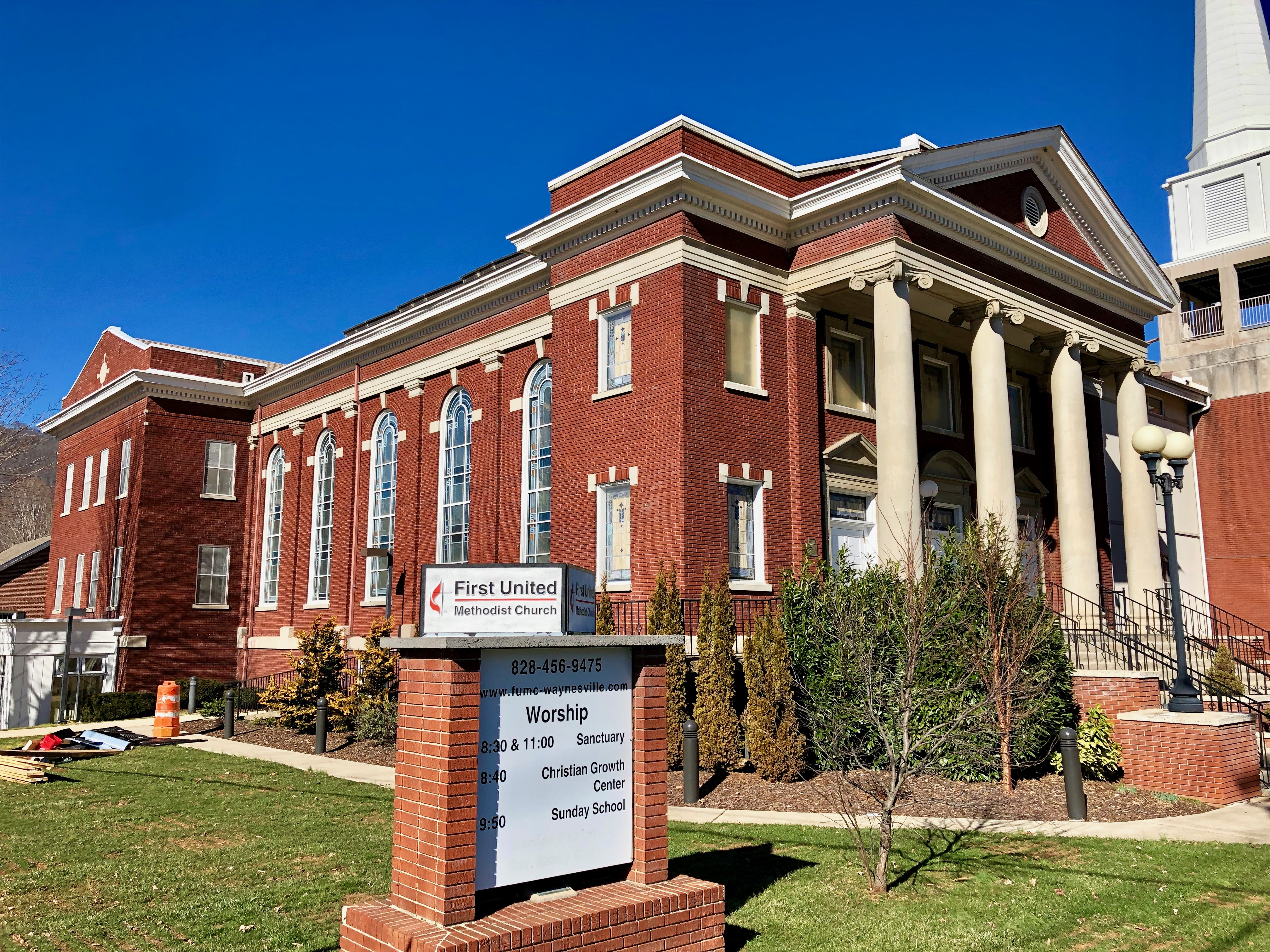
First United Methodist Church, Waynesville (januari 2019)

Shadowlands is het zevende studioalbum van Glass Hammer. Het album is opgenomen in de eigen Sound Resources Studio in Chattanooga (Tennessee), thuisbasis van de band. Voor het pijporgel week de band uit naar de "First United Methodist Church", Waynesville (North Carolina).
Het hoesontwerp met een Pegasus en een eenhoorn is van Travis Smith. 
De band gaf aan dat de muziek bestaat uit hedendaagse progressieve rock met veelvuldige klanken van hammondorgel en moog. Alhoewel goed ontvangen binnen de niche van de progressieve rock werden ook kritiekpunten geleverd; de nieuwe muziek zou te veel lijken op die van Emerson, Lake & Palmer en Yes uit de jaren zeventig.

## Musici
- Fred Schendel – zang, gitaar, hammondorgel, piano, pijporgel, synthesizers, mellotron, drumstel, percussie
- Steve Babb – zang, basgitaar, synthesizers, toetsinstrumenten, pijporgel, hammondorgel, baspedalen, mellotron, percussie
- Susie Bogdanowicz –zang
- Walter Moore – zang
- Sarah Snyder – achtergrondzang
- Flo Paris – zang op So close, so far
- Bethany Warren – achtergrondzang op Run Lisette
- Adonia strijktrio met Rebecca James (viool), Susan Hawkins (altviool) en Rachel Hackenburger (cello)

## Muziek
| Nr. | Titel                                    | Duur  |
| --- | ---------------------------------------- | ----- |
| 1.  | So close, so far (Babb, Schendel)        | 9:50  |
| 2.  | Run Lisette (Babb, Schendel)             | 10:30 |
| 3.  | Farewell to shadowlands (Babb, Schendel) | 7:30  |
| 4.  | Longer (Dan Fogelberg)                   | 9:55  |
| 5.  | Behind the great beyond (Babb, Schendel) | 20:26 |

Longer is een cover van het lied Longer van Dan Fogelbergs elpee Phoenix.